# اندیس منگنز فنوج ۱
منگنز فنوج ۱ یک اندیس فلزی است که در حوالی شهر فنوج استان سیستان و بلوچستان قرار دارد و مادهٔ معدنی موجود در آن، منگنز است.سنگ میزبان این اندیس آمیزة رنگی است و دیرینگی آن به دوران کرتاسه بالایی می‌رسد. 